# 豊野村 (埼玉県北葛飾郡)
豊野村（とよのむら）は、埼玉県の東部、北葛飾郡に属していた村。

## 地理
- 河川：大落古利根川、庄内古川（中川）、八間堀悪水路
- 池沼：薬師沼
- その他：藤塚砂丘

## 歴史
- 1889年（明治22年）4月1日 - 町村制施行により、銚子口村、藤塚村、赤沼村が合併し北葛飾郡豊野村が成立する。
- 1954年（昭和29年）7月1日 - 南埼玉郡春日部町、豊春村、武里村、北葛飾郡幸松村と合併し春日部市となる。

## 備考
明治22年ごろまで豊野村が成立する以前の地名（小字）は下記の記すとおりである。
- 赤沼村（立野、堂面、沼回り、香取、堤内、讃岐川戸、出口、浦道、内谷、土取場、水角、銚子口下）
- 銚子口村（溜川、葛塚、沼廻、水角、蒲沼、三反田、中道上、中道下）
- 藤塚村（川窪、根郷、根郷下、本宮、五ツ屋、三本木、萩原、野口、新川、下谷、水角、谷中）